# Fokoláre mozgalom
| „            | hogy legyenek mindnyájan egy | ” |
| – (Jn 17,21) |                              |   |

A Fokoláre mozgalom (teljes nevén Mária Műve – Fokoláre mozgalom; olaszul: Opera di Maria – Movimento dei Focolari) egy 1943-ban Olaszországban létrejött lelkiségi megújulási mozgalom a katolikus egyházon belül. Alapítója és első elnöke Chiara Lubich volt, jelenlegi elnöke Margaret Karram. Mintegy 100 000 tagja és 4 millió szimpatizánsa a világ szinte minden országában jelen van.

## Története
A mozgalom Chiara Lubich 1943-ban, 23 évesen tett fogadalmának következményeként jött létre. Amint ő maga mesélte, a bombázások idején megsejtette, hogy minden összeomlik, olyan ideált kezdett tehát keresni, amelyet nem lehet elpusztítani. Nemsokára kis közösség formálódott körülötte tanítványaiból, barátaiból, ismerősökből és ismeretlenekből. Néhány lány hozzá hasonlóan elhagyta családját, és Istennek szentelte magát. Közös lakásban éltek Trentóban, a Piazza Cappuccinin (Kapucinusok tere), ez az első fokolár. Nemsokára hozzájuk hasonlóan néhány férfi is létrehozott egy fokolárt.
A háború alatt elsődleges feladatuknak tekintették a város rászorulóinak segítését. A kórházban dolgoztak, betegeket látogattak, és gyakran vendégül láttak szegényeket az otthonukban. A háború után a gyakorlati tevékenységek helyett a lelkiség került előtérbe: új lelkiségi irányzatról van szó, mely az evangéliumi szeretetet állítja középpontba, ebből született egy lelkiségi és társadalmi megújulási mozgalom. Az egység lelkisége néven is emlegetik, mert kifejezetten közösségi lelkiség.
A vonzó életmód, a fokolarinók számos utazása, valamint 1948-as megismerkedésük Igino Giordani kereszténydemokrata politikus-íróval hozzájárultak a mozgalom gyors elterjedéséhez előbb Olaszországban, majd Európában, végül más földrészeken is.
Pasquale Foresi lett az első fokolarinó, akit pappá szenteltek, ő Chiara Lubich mellett a mozgalom társelnöke lett egészen 2008-ig.
Az 1950-es évektől kezdve a mozgalom megjelent a kommunista Kelet-Európában is, először az NDK-ban elhelyezkedő olasz orvosok révén. Ugyanebben az időben a minden nyáron Tonadico faluban tartott ún. máriapolik fontos találkozóhellyé váltak az egyre számosabb szimpatizáns számára: 1949-ben csatlakozott hozzájuk Igino Giordani, később több neves személyiség, köztük Alcide De Gasperi olasz miniszterelnök is. Az utolsó, 1959-es Máriapolin több mint hatezren vettek részt egész Olaszországból és Nyugat-Európából.
A mozgalom növekedésével párhuzamosan kialakultak a különböző hivatások: az 1956-os magyarországi forradalom hatására Isten önkéntesei, 1964-ben az Új családok és a Gen mozgalom (fiatalok), majd a Plébániai Mozgalom, az 1980-as években a fiatalabb generációk között a Gen 3-ak és Gen 4-ek, a szerzetesek, végül a püspökök.
Egy 1962-es, anglikán egyházi személyekkel történt találkozás hatására Chiara Lubich a társadalmi elkötelezettségen túl különösen is a párbeszéd, az ökumenizmus szolgálatába állította mozgalmát. Ez folytatódott Németországban az evangélikus közösségekkel, majd kiterjedt más vallásokra is: kapcsolatot találtak a konstantinápolyi ökumenikus pátriárkákhoz, buddhista, hindu, muzulmán és zsidó közösségekhez.

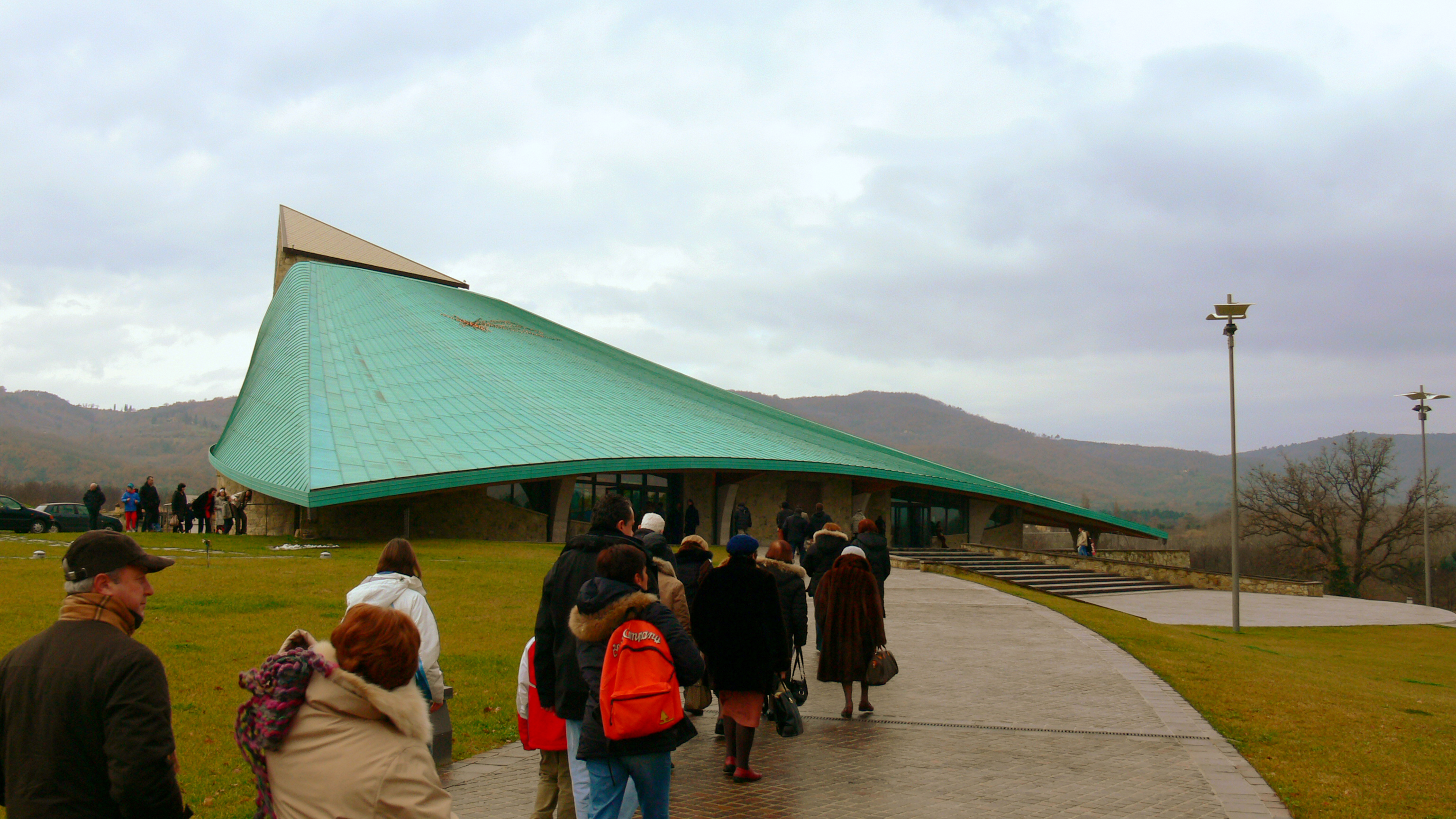
A loppianói Maria Theotokos-szentély

1964-ben Firenze mellett létrejött Loppiano, a mozgalom első modell-városa. Ma 900 lakosa van, és az azóta eltelt 40 évben 34 hasonló közösség jött létre világszerte.
1966-ban a kameruni Fontem fonja (királya) segítséget kért a nagy gyermekhalandóság miatt. A mozgalom orvosokat küldött az őserdei településre, majd erőművet, kórházat, iskolát építettek. Mára az egykori falu a mozgalom egyik modell-települése lett.
Az 1980-as évektől kezdve a mozgalom a nyilvánosság elé lépett különböző akcióival (pl. Time out, 1990 óta; Run4unity, 2005-2008) illetve rendezvényeivel (Genfest: 1975, 1980, 1985, 1990, 1995; Familyfest: 1981, 1993, 2005; Szuperkongresszus: 1992, 1997, 2002), amelyeket műholdakon az egész világra közvetítettek.
Chiara Lubich 1991-es brazíliai látogatásakor, látva a nyomornegyedek szegényeinek életét, meghirdette a Közösségi gazdaság tervét. Minden ehhez csatlakozó vállalkozás bevétele 1/3-át a szegények segítésére adja. Mára mintegy 700 cég csatlakozott hozzá.
Az 1990-es évek végére kialakultak a mozgalomban szakmai és lelkiségi alapon szervezett együttműködések is, amelyek mára felölelik a politika, gazdaság, jog, oktatás, művészet és a sport világát. Chiara Lubich 2008-as halálával útkeresés kezdődött, ami többek között a nemzetközi nagy rendezvények visszaszorulásában mutatkozott meg. 2021 januárjában az izraeli Margaret Karram lett a mozgalom harmadik, első nem olasz elnöke.

## A mozgalom Magyarországon
Magyarországon a mozgalom jelenléte kezdetének jelképesen Chiara Lubich 1961-es budapesti látogatását tekintik.
Az 1970-es évektől kezdve Olaszországban tanuló szeminaristák, illetve a Németországból és Jugoszláviából érkező tagok hozták el a lelkiséget Magyarországra. Nemsokára kis közösségek jöttek létre Egerben, Szegeden majd Budakeszin és Budapesten. 1980-ban érkeztek az első olaszországi küldöttek, majd létrejöttek az első fokolárok. 1981-ben rendezték az első magyarországi máriapolit.
Az itteni közösség először az 1990. november 17-én a Budapest Sportcsarnokban tartott Gen Rosso-koncerttel lépett a nyilvánosság elé, amelyről a Magyar Televízió és több helyi adó is tudósított. Azóta több nagy rendezvényt szerveztek (Familyfest: Gödöllő 1994 / Szuperkongresszus: Gödöllő 1994 és Budapest 1999 / Volontarifest: Budapest 1996). Eddigi legnagyobb jelentőségű program a 2006-os Volontarifest volt, amelyre 11 000-en érkeztek az egész világról, és három napra megtöltötték a Sportarénát. 2012-ben itt rendezték Budapesten a Genfestet.
Ma mintegy 900 tagja és 10 000 szimpatizánsa van országszerte.

## Lelkisége
A mozgalom katolikus keresztény értékeket képvisel. Legfőbb vonása, hogy alapvetően közösségi. Különös hangsúlyt fektet a párbeszéd minden formájára, és bár evangéliumi értékeken alapul, nem hanyagolja el, sőt, felhívja a figyelmet a más vallásokban és más kultúrákban fellelhető hasonló értékekre is.

## Tevékenységek

### Szociális kezdeményezések
A mozgalomban az 1960-as évek óta nagy hangsúlyt fektetnek különböző szociális tevékenységekre:
- 1966-ban orvosokat küldtek a kameruni Fontembe, ahol a gyermekhalandóság a törzs kihalásával fenyegetett. Azóta vízerőművet, kórházat és iskolát építettek és működtetnek a településen
- Családok közti segélyterveket indítottak (távtámogatás, egy nehéz helyzetű gyermek anyagi támogatása felnőtt koráig)
- Ázsia (pl. Fülöp-szigetek) és Dél-Amerika (pl. Brazília) nyomornegyedeiben is állandóan jelen vannak
- Betegek látogatása otthonukban vagy kórházakban
- Különböző oktatási programokat szerveznek és támogatnak (pl. néhány éve magyar segítséggel épült fel egy oktatási központ a tanzániai Iringában)
- Fiatalok konkrét akciói (pl. a tiszai árvizek alkalmával gátépítés)
- A Gen Rosso együttes 2003 óta EU-támogatással erőszakellenes kampányt folytat középiskolákban

### Párbeszéd
A mozgalom négy párbeszédben vesz részt aktívan:
- Párbeszéd más lelkiségi mozgalmakkal: Célja ebben a dialógusban a katolikus közösségek közti egység elmélyítése. Különösen szoros kapcsolat fűzi (alapítóikon keresztül) az olasz Sant'Egidio mozgalomhoz, de igyekszik mindenkivel együttműködni. A párbeszéd az 1998-as találkozóval indult a Vatikánban, amelyre II. János Pál hívta meg a mozgalmakat. Magyarországon 1999-ben részt vett a lelkiségi mozgalmak találkozójának, 2000-ben és 2003-ban pedig a Keresztény Ifjúsági Találkozónak (KIT) a szervezésében, utóbbinak a díszvendége Chiara Lubich volt, aki bár személyesen már nem tudott részt venni rajta.
- Párbeszéd más keresztény egyházakkal (ökumenikus párbeszéd): Célja a keresztények közti teljes közösség. 1961 óta kapcsolatban áll anglikán, evangélikus, református és más keresztény egyházak képviselőivel és közösségeivel. Legjelentősebb közös szervezésű programjaik az Együtt Európáért kongresszusok Stuttgartban (2004, 2007, 2009) ill. Magyarországon a Keresztény Ifjúsági Találkozó. Ebben a párbeszédben fontos szerep jut az Augsburg melletti Ottmaring modell-településnek (Németország), amelyet a mozgalom az evangélikus Kreuzbruderschafttal közösen hozott létre. Chiara Lubich az 1960-as évek óta kapcsolatban volt a konstantinápolyi ökumenikus pátriárkákkal is I. Athenagorastól kezdve I. Bartolomaiosig.
- Párbeszéd más vallásokkal az egyetemes testvériség elérését tűzte ki célul. A '60-as évektől kezdve a mozgalom kapcsolatba került nem keresztény vallású emberekkel is, a '90-es években pedig hivatalos kapcsolat is létrejött más vallású közösségekkel. Chiara Lubich 1996-ban beszélt Tokióban a buddhista Risho Kosei-Kai mozgalom tagjai előtt, és a Chiang Mai-i buddhista egyetemen (Thaiföld). 1997-ben a New York-i Malcolm X mecsetben beszélt a Nation of Islam több ezer tagjának az azóta elhunyt W. D. Mohammed imám meghívására. 1998-ban meglátogatta Buenos Aires zsidó közösségét, 2004-es indiai útján pedig többször beszélt hinduknak. A mozgalom helyi közösségei azóta is folytatják ezeket a párbeszédeket az egyén szintjén, a Castel Gandolfó-i Centro Mariapoli központ pedig többször adott otthont buddhista-keresztény ill. zsidó-keresztény szimpóziumoknak.
- Párbeszéd a vallásos meggyőződés nélküli emberekkel: A mozgalom üzenete nem csak a vallásos embereknek szól, hanem mindenkinek, ezért az utóbbi évtizedekben nagy hangsúlyt fektettek a dialógusra nem vallásosokkal is. Nekik is évente rendeznek kongresszust Castel Gandolfóban.

### Politika
A mozgalom tagjai az 1950-es évek óta jelen voltak az olasz törvényhozásban. 1996-ban létrejött a Politikai Mozgalom az Egységért, amelynek tagjai, bár különböző pártokhoz tartoznak, magukénak érzik az egyesült világ gondolatát és szeretnének hozzájárulni annak megvalósításához. Minden tagja ahhoz a párthoz tartozik, amely a legközelebb áll gondolkodásmódjához, az általa fontosnak tartott értékekhez. Céljuk a hozzáértő, konstruktív egymásra figyelés és párbeszéd, hogy a politikai tevékenység a közjó érdekében történő tevékeny szeretetté váljon.
„Ilyen perspektívában a modern demokrácia nagy politikai terve új erőre kap, új jelentést nyer a szabadság és egyenlőség – amelyeket még csak részben sikerült társadalomrendező elvként alkalmazni –, mert megtapasztaltuk, hogy csak a testvériség fényében tud a másik kettő is teljes mértékben megvalósulni.”

### Gazdaság
A mozgalom álláspontja, hogy a pénzügy és a gazdaság világának globalizációja által egyrészt új perspektívák nyílnak, másrészről viszont egy olyan fejlődési modell nyer egyre nagyobb teret, amely a szegények és gazdagok között elmélyíti a különbséget. Mindez mélyre ható változásokat tesz egyre sürgetőbbé a közgondolkodásban és a gazdasági tevékenységben.
Chiara Lubich 1991-es brazíliai útja alkalmával megszületik a Közösségi gazdaság terve: ezzel próbált válaszolni a São Pauló-i szegénynegyedekben élő, legalapvetőbb emberi jogaitól is megfosztott nép rendkívüli nyomorára.
A Közösségi Gazdaság elméletében és gyakorlatában a „szeretet kultúrája” az alap, erre épül a piac és a vállalkozás is. A Közösségi Gazdaságban a „szeretet kultúráját” a hétköznapi gazdasági tevékenység közepette is megélik, ezt támasztják alá immár több mint tíz éve a hozzá csatlakozó vállalkozások tapasztalatai. A két vagy több ember által megélt szeretet logikája az, hogy ha kölcsönössé válik, akkor közösséget hoz létre. Ez a Közösségi Gazdaság újdonsága.
Aki csatlakozik a projekthez, szabad akaratából úgy határoz, hogy a tulajdonában lévő cég nyereségét felosztja:
- segíti a súlyos anyagi nehézségekkel küzdő embereken
- támogatja az „adás kultúrájára” képzést
- fejleszti a vállalkozását
A terv hamar visszhangra talált Latin-Amerikában és Európában, jelenleg 761 különböző méretű és profilú cég a tagja.

### Média
A mozgalom saját, világszerte 43 kiadásban megjelenő folyóirattal és saját kiadóval rendelkezik (Città Nuova, Magyarországon Új Város), valamint egy felszerelt stúdióval (Centro S. Chiara), ezen kívül tagjai között találjuk jelentős médiumok és egyetemek munkatársait is (BBC, Caritas, Corriere della sera, Duna Televízió, Hollywood különböző munkatársai, RAI, Radio Capital, Vatikáni Rádió, Stuttgarter Zeitung, Telepace, The Irish Independent, Università Salesiana Roma, argentin, uruguayi nemzeti TV).
A mozgalomhoz tartozó, médiával foglalkozó szakembereket a Net-One program fogja össze.

### Művészet
A mozgalomhoz a kezdetektől kezdve tartoztak művészek. Az őket összefogó program, a Clarté 1999-ben jött létre Olaszországban. 2005-ben a zene területén dolgozók létrehozták a One-beat programot. A mozgalomhoz tartozó művészek a legtöbb művészeti ágat képviselik:
- Fotográfia: Thomas Klann (német)
- Színház: Sarah Finch (angol; The Royal Shakespeare Company, BBC, Walt Disney)
- Képzőművészetek: Ave Cerquetti (olasz szobrász; a Centro Ave[8] alapítója), Roberto 'Ciro' Cipollone (olasz szobrász; Bottega di Ciro[9]), Lau Kwok Hung (hong kongi szobrász, Atelier Hung[10]), Michel Pochet (francia festő, l. még Centro Maria[11])
- Tánc: Liliana Cosi (olasz balett-táncos; Teatro alla Scala, a Compagnia Balletto Classico[12] alapítója)
- Zene: a Gen Rosso és Gen Verde nemzetközi együttesek, Sandro Crippa (olasz zongorista, Gen Rosso, Azioni Musicali[13]), M. Thérése Henderson (skót csellista-zeneszerző; BBC, Gen Verde), Enrico Pompili (olasz karmester) és a GEMME zongora-nyolckezes (a szlovákiai Ujpál Gabriella, Erik Jámbor és Matúš Ferko részvételével), Paolo Vergari (olasz zongorista)

### Sport
A mozgalomhoz tartozó sportolókat, edzőket, sportorvosokat és testnevelőket a Sportmeet program fogja össze.